# Sistema adaptativo complejo
Un sistema adaptativo complejo o sistema complejo adaptable, (CAS, del inglés complex adaptive system) es un tipo especial de sistema complejo; es complejo en el sentido de que es diverso y conformado por múltiples elementos interconectados; y adaptativo, porque tiene la capacidad de cambiar y aprender de la experiencia. Consiste de un gran número de partes y agentes que interactúan y se entrelazan entre sí. Algunos ejemplos de un CAS son: las redes neuronales y sociales, los sistemas nervioso e inmunológico, culturas antiguas y modernas, idiomas, economía, ecología, mercado de valores, los insectos sociales (las colonias de hormigas), la biósfera, el ecosistema, el cerebro, el sistema inmune, las empresas y cualquier grupo social humano con cultura y con un sistema social. En general, este concepto de CAS se refiere a los mismos sistemas que pueden ser simulados y descritos por sistemas multi-agentes (SMA).
La expresión «sistema adaptativo complejo» (o «ciencia de la complejidad») fue acuñada en el interdisciplinario Santa Fe Institute por John H. Holland, Murray Gell-Mann y otros. Es a menudo usada para describir el campo académico libremente organizado que se ha desarrollado alrededor de estos sistemas. La ciencia de la complejidad no es una teoría única, ya que abarca más de un marco teórico, es sumamente interdisciplinaria y busca las respuestas a algunas preguntas fundamentales sobre los sistemas vivos, adaptables y cambiables.
Los ejemplos de sistemas adaptativos complejos incluyen el Ser humano, la bolsa de valores, las sociedades de insectos y colonias de hormigas, la biósfera y el ecosistema, el cerebro y el sistema inmunitario, las células y el desarrollo embrionario, negocios de fabricación y cualquier esfuerzo de grupos sociales humanos dentro de un sistema cultural y social dado, tales como partidos políticos o comunidades. Hay una estrecha relación entre el campo de los CAS y la vida artificial, en ambas áreas los principios emergentes y de autoorganización son muy importantes.

## Definiciones
Es necesario hacer una caracterización precisa para poder distinguir a los Sistemas Complejos de los Sistemas Complicados o los Sistemas Caóticos. Un CAS es una compleja y autosimilar colección de agentes adaptativos interactuando. En un Sistema Complicado, los diversos elementos que lo conforman mantienen un grado de independencia unos de otros. Los Sistemas Complicados son reducibles, esto es, las propiedades del Sistema Complicado pueden entenderse y anticiparse mediante el estudio de los elementos constitutivos del Sistema (Page). En un Sistema Complicado o Caótico, una pequeña modificación en las condiciones del Sistema produce rápidamente resultados altamente desordenados e impredecibles. A diferencia de los Sistemas Complicados, en un Sistema Complejo el nivel de dependencia o interacción entre los elementos se vuelve importante. Las fuertes interacciones entre sus elementos provocan que los eventos presentes tengan una gran influencia en la probabilidad de ocurrencia de muchos tipos de eventos posteriores (Axelrod).[cita requerida]
Los estudios de CAS se enfocan en la complejidad, las propiedades emergentes y macroscópicas de los sistemas. Distintos investigadores han esbozado varias definiciones:

Un CAS (sistema adaptativo y complejo) es una red dinámica de muchos agentes (los cuales pueden representar células, especies, individuos, empresas, naciones) actuando en paralelo, constantemente y reaccionando a lo que otros agentes están haciendo. El control de un CAS tiende a ser altamente disperso y descentralizado. Si hay un comportamiento coherente en el sistema, este tiene un crecimiento de competición y cooperación entre los agentes mismos. El resultado total del sistema proviene de un enorme número de decisiones hechas en algún momento por muchos agentes individuales.
John H. Holland

Un CAS se comporta/desarrolla de acuerdo con tres principios claves: el orden es emergente como oposición de lo predeterminado (c.f. Red neuronal), la historia de los sistemas es irreversible, y el futuro de los sistemas es a menudo impredecible. Los bloques constitutivos básicos de los CAS son agentes. Los agentes exploran su ambiente y desarrollan representaciones esquemáticas interpretativas y reglas de acción. Estos esquemas están sujetos al cambio y la evolución.
Kevin Dooley

Colecciones macroscópicas de simples (y típicamente no lineales) unidades de interacción que están dotadas con la capacidad de desarrollarse y de adaptarse a los cambios del entorno.
Comisión Europea

Otra diferencia de los Sistemas Caóticos con respecto a los Sistemas Complejos, es que los primeros, se vuelven altamente desordenados; mientras que un Sistema Complejo es coherente frente a los cambios (Holland), las interacciones son altamente no lineales es imposible reducir el estudio del Sistema Complejo al estudio de sus elementos constitutivos (Page).

## Propiedades de los CAS
Lo que distingue a los CAS de los SMA (sistemas multiagentes) puros es su enfoque de propiedades de alto nivel y característica, como autosimilitud, complejidad, emergencia, y autoorganización. Un SMA es definido simplemente como un sistema compuesto de múltiples agentes interactuando. En CAS los agentes así como los sistemas son adaptativos, el sistema es autosimilar. Un CAS es una compleja y autosimilar colectividad de interacciones de agentes adaptativos. Los CAS se caracterizan por un alto grado de capacidad adaptativa, lo que les proporciona resiliencia frente a la perturbación.
Otras propiedades importantes son la adaptación (homeostasis), comunicación, cooperación, especialización, organización espacial y temporal, y, por supuesto, reproducción. Ellos pueden organizarse en todos los niveles: las células se especializan, se adaptan y se reproducen a sí mismas tal como los organismos más grandes lo hacen. La comunicación y la cooperación toman lugar en todos los niveles, desde agentes hasta niveles de sistemas.
Dentro de la clase de los Sistemas Complejos conviene hacer una diferencia entre los que son Adptables y los que no lo son. De acuerdo con Axelrod, un Sistema Complejo Adaptable es un Sistema Complejo integrado por agentes o poblaciones que buscan adaptarse mediante una intervención planificada. Bajo esta definición un tornado es un Sistema Complejo no Adaptable (las partes no tienen una capacidad de intervención planificada), pero los peatones en una gran ciudad conforman un Sistema Complejo Adaptable (las personas tienen la capacidad de hacer intervenciones planificadas para evitar chocar con otros peatones). Axelrod propone que en un Sistema Complejo Adaptable hay tres procesos centrales: Variación, Interacción y Selección.
Para Mitchell un Sistema Complejo (Adaptable) es “Un sistema en el cual grandes redes de componentes sin control central y con reglas simples de operación origina un comportamiento colectivo complejo, procesamiento sofisticado de información y adaptación mediante aprendizaje o evolución.” (Mitchell 2009:13). De acuerdo con Mitchell, esta definición contiene tres propiedades comunes de los Sistemas Complejos Adaptables:
1. Mitchell comparte la idea de Holland de que el comportamiento colectivo complejo, de patrones cambiantes y difíciles de predecir tiene su origen en la acción colectiva más que en las acciones individuales de los componentes del sistema.[cita requerida]
2. Procesamiento de información y señales producidas tanto en el medio ambiente interno como en el externo.
3. Cambios adaptables del sistema a través del aprendizaje o procesos evolutivos. Uno de los autores fundamentales en el desarrollo de la Teoría de los Sistemas Complejos Adaptables es John H. Holland.
Para Holland un Sistema Complejo Adaptable es un sistema compuesto por una gran variedad de agentes distintos y componentes no estáticos que no mantienen una configuración fija, sin un órgano central de planeación o dirección pero que en conjunto desarrolla una identidad única y mantiene un patrón estable y coherente a lo largo del tiempo. En esta definición Holland expande el significado del término “adaptación” para incluir el aprendizaje y los procesos relacionados con éste.
Para Kevin Dooley un Sistema Complejo Adaptable se comporta/evoluciona de acuerdo a tres principios fundamentales: el orden es emergente en lugar de tener un nivel determinado (ej. redes neuronales), la historia del sistema es irreversible y el futuro del sistema es a menudo impredecible Los elementos básicos de SCA son los agentes; los cuales exploran su medio ambiente y desarrollan esquemas de interpretación y representación de las reglas de acción. Estos esquemas están sujetos al cambio y evolución (Fuente: K. Dooley, AZ State University).
Para Murray Gell-Mann un Sistema Complejo Adaptable adquiere información sobre su entorno en el que interactúa e identifica regularidades en la información obtenida, condensando esas regularidades en una especie de esquema o modelo y actúa en el mundo real sobre la base de ese esquema (Fuente: "The Quark and the Jaguar: Adventures in the Simple and the Complex", p.17). 
Para Stephanie Forrest los Sistemas Complejos Adaptables se componen de elementos que interactúan y se adaptan en un entorno operativo. Los agentes de actúan y están influenciados por su entorno local. No hay control global sobre el sistema. Todos los agentes son sólo capaces de influir en otros agentes a nivel local. Cada agente es impulsado por mecanismos simples, por lo general las reglas de condición-acción, donde las condiciones son muy sensibles al entorno. (Fuente: Forrest, 1990).

## Propiedades y Mecanismos de los Sistemas Complejos Adaptables
Holland menciona cuatro propiedades y tres mecanismos comunes a todos los SCA. Otras propiedades y mecanismos de los Sistemas complejos Adaptables pueden derivarse a partir de estos siete elementos básicos:

### Agregación
La agregación puede usarse en dos formas. Primero, es una manera sencilla de simplificar los SCA agregando cosas similares en categorías. Una vez que se define una cuestión de interés, se ignoran los detalles irrelevantes y se agrupan en una categoría las cosas que difieren en esos detalles. Las categorías elaboradas se convierten en bloques de construcción que pueden combinarse para construir modelos.
Un segundo uso de la propiedad de agregación se relaciona con la emergencia de comportamientos complejos generados por la suma de las interacciones de agentes menos complejos. Los agregados (meta-agentes) actúan como agentes a un nivel superior y pueden exhibir comportamientos y capacidad de adaptación no presentes en los agentes individuales. En este sentido, la agregación proporciona una estructura jerárquica a los SCA.

### No linealidad
A grandes rasgos podemos entender la linealidad como una propiedad que permite obtener un valor para el todo mediante una suma de los valores ponderados de sus partes. Cuando un sistema tiene la propiedad de linealidad, es fácil usar las matemáticas para crear modelos mediante el análisis de tendencias, métodos de muestreo o búsqueda de equilibrios. Desafortunadamente los SCA no tienen esta propiedad de linealidad, lo que hace que su estudio y el establecimiento de teorías sea particularmente difícil. En un SCA las interacciones no lineales casi siempre provocan que el comportamiento agregado sea más complejo que la simple suma de los comportamientos individuales.

### Flujos
En los SCA los flujos ocurren a partir de una relación en la triada Nodo-Conector-Recurso. En términos generales los nodos son los agentes que llevan a cabo el procesamiento de recursos, mientras que los conectores son los canales de comunicación que determinan las posibles interacciones. En los SCA los flujos en la red varían a lo largo del tiempo como consecuencia del proceso de adaptación y aprendizaje. En este proceso, tanto los nodos como los conectores pueden aparecer o desaparecer dependiendo del éxito en su búsqueda de adaptación. Los marbetes casi siempre definen las interacciones principales al delimitar las redes y crear la estructura jerárquica. Los agentes con marbetes útiles se adaptan y propagan mientras que aquellos con marbetes inútiles terminan extinguiéndose.
Los flujos tienen dos propiedades principales:
1. El efecto multiplicador. El efecto de una acción inicial se propaga a través de la red de interacciones provocando cambios notables en todo el sistema. Este efecto que surge independientemente de la naturaleza particular del recurso, es evidente cuando ocurren cambios evolutivos.
2. El efecto reciclante. Este efecto es debido a los ciclos en las redes. El reciclaje con una misma cantidad de recursos iniciales puede alimentar a la red muchas veces provocando que el sistema retenga sus recursos y produciendo un mayor consumo de recursos en cada nodo, lo cual hace que los agentes prosperen en mayor medida.

### Diversidad
Cada clase de agente ocupa una posición en el SCA, que es definida por las interacciones que se centran en él. Si se remueve una clase de agente, el sistema buscará adaptarse creando en el proceso otra clase de agente que proporcione las interacciones faltantes. En este sentido, la persistencia de cada agente individual depende del medio ambiente que en gran medida está constituido por otros agentes. También se crea diversidad cuando un agente exitoso se propaga generando nuevas oportunidades de interacción con otros agentes. En este proceso también se crea la oportunidad de la especialización lo cual incrementa todavía más la diversidad. En un SCA las interacciones perturbadas por la extinción de un tipo particular de agentes comúnmente se restablecen por la aparición de nuevos agentes que pueden ser diferentes a los extintos, de esta forma la diversidad es producto de las continuas adaptaciones del SCA.

### Etiquetado
El marbeteado o etiquetado es un mecanismo “que facilita consistentemente la formación de agregados” (Holland 2004:28), es la base de la estructura jerárquica presente en un SCA. Además, el marbeteado facilita la interacción selectiva de un agente con otros agentes que sin el uso de este mecanismo serían indistinguibles. De esta forma el marbeteado constituye un mecanismo de supervivencia para la agregación y la formación de fronteras en los SCA (Holland, 2004). Este mecanismo permite romper las simetrías presentes en un SCA de tal forma que podemos observar y actuar sobre propiedades que no eran evidentes. Las interacciones basadas en marbetes proporcionan una base s´olida para la selección, la especialización y la cooperación.

### Modelos Internos
El aprendizaje de los agentes en un SCA depende de su capacidad de anticiparse y predecir el resultado de sus acciones. El mecanismo de la anticipación es la generación de modelos internos.
La característica más importante de un modelo interno es que debe permitir hacer inferencias útiles sobre las consecuencias futuras de la situación que se está modelando.
El principio fundamental para la creación de modelos internos es la agregación en categorías. Para crear un modelo interno el agente debe seleccionar patrones a partir de la información que recibe del medio ambiente y generar cambios en su estructura interna o modelo interno. Entonces los cambios en el modelo deben permitir al agente anticiparse a los resultados que se obtienen cuando vuelve a aparecer el patrón. En los mamíferos superiores, los modelos internos dependen directamente de la experiencia sensorial.
En general distinguiremos dos clases de modelos internos:
1. Modelo interno tácito. Describe una acción actual motivada por la predicción implícita de algún estado futuro deseado, como en el caso de una amiba que se mueve en dirección del alimento.
2. Modelo interno manifiesto. Es la base para las exploraciones explícitas, pero internas, de las alternativas disponibles al agente. En todos los SCA se encuentran presentes tanto los modelos internos tácitos como los manifiestos. El proceso de evolución puede favorecer la generación y selección de modelos internos efectivos y eliminar los modelos ineficientes.

### Bloques de Construcción
Los modelos internos se basan en muestras limitadas de un medio ambiente que está en constante cambio. Los modelos resultarán útiles en la medida en que descubramos ciertas regularidades que sean relevantes a la situación que se desea modelar y se omitan los detalles inútiles.
La búsqueda de bloques de construcción es una capacidad inversa a la agregación, se analiza una escena compleja tratando de identificar sus elementos componentes que sean reutilizables y que ya han sido probados por la selección natural y el aprendizaje.
Debido a que la construcción de modelos consume gran parte de los recursos limitados de los agentes, entonces la identificación de los bloques de construcción se convierte en una capacidad fundamental.
La agregación de bloques de construcción produce bloques de construcción para un nivel superior, como en el caso de quark/nucleón/átomo/molécula/organelo/célula... etc.
“Ganamos experiencia a través del uso repetido de los bloques de construcción, aun cuando estos no aparezcan más de dos veces en la misma situación” (Holland 2004:50) Por esta razón, cuando enfrentamos una situación nueva, podemos combinar bloques ya probados para modelar la situación, anticipar las posibles consecuencias y elegir la acción adecuada.
Cuando en un SCA se tienen modelos internos tácitos, el descubrimiento y combinación de los bloques de construcción está sujeto a la escala de tiempo determinada por la evolución del sistema; mientras que si el modelo es manifiesto, la escala de tiempo suele ser de menor magnitud.

## Características de los Sistemas Complejos Adaptables
Una característica importante de muchos sistemas complejos adaptables es la aparición de características globales similares y estructuras en sistemas completamente diferentes. Los sistemas complejos adaptables se caracterizan como siguen y los más importantes son:
• El número de elementos es lo suficientemente grande que descripciones convencionales (por ejemplo, un sistema de ecuaciones diferenciales) no sólo son impracticables, pero dejan de ayudar en la comprensión del sistema, los elementos también tienen que interactuar y la interacción debe ser dinámica. Las interacciones pueden ser físicas o implican el intercambio de información.
• Tales interacciones son bastas, es decir, cualquier elemento del sistema se ve afectado por y afecta a otros sistemas.
• Las interacciones son no lineales que significa que pequeñas causas pueden tener grandes resultados.
• Las interacciones son principalmente pero no exclusivamente con los países vecinos y la naturaleza de la influencia es modulada.
• Cualquier interacción puede alimentarse a sí mismo directamente o después de una serie de etapas intermedias, tales comentarios pueden variar en calidad. Esto se conoce como “recurrency”.
• Los sistemas son abiertos y puede ser difícil o imposible de definir el sistema.
• Los sistemas complejos adaptables operan lejos de las condiciones de equilibrio.
• Todos los sistemas complejos adaptables tienen una historia, evolucionan y su pasado es corresponsable de su comportamiento presente.
• Los elementos en el sistema ignoran el comportamiento de todo el sistema como un todo.

## Ejemplos de Sistemas Complejos Adaptables
Los Sistemas Complejos Adaptables se pueden encontrar en la psicología cognitiva, inteligencia artificial, sociología, ecología, biología, economía y la genética. A continuación, algunos ejemplos de SCA con sus agentes correspondientes entre paréntesis:
• Mercados (comerciantes)
• Economías (compañías)
• Ecosistemas (organismos)
• Sistemas inmunes (anticuerpos)
• Células biológicas (proteínas)
• Sistemas sociales (personas)
• Sistemas políticos (partidos)
Otro ejemplo es el mercado de valores en los que los agentes adaptables (comerciantes) aprenden día a día y cambian sus acciones a medida que avanzan. 
Otro buen ejemplo es el sistema inmunológico, que parte de lo simple, pero aprende a que uno prevenga enfermedades complejas. 
Otros ejemplos de SCA incluyen los insectos sociales y las colonias de hormigas, la biosfera, el ecosistema, el cerebro, la célula y desarrollo de un embrión, la manufactura en los negocios y en general, cualquier grupo humano social, basado en la cultura y en un sistema social como los partidos políticos o redes sociales de comunidades. 

### Libros
Muchos de los libros recientes sobre complejidad y sistemas complejos adaptables tienen que ver con el modelo basado en los agentes (ABM por sus siglas en inglés) en las ciencias sociales o con el Instituto Santa Fe (SFI por sus siglas en inglés) y sus prestigiados investigadores: Stuart Kauffman, Murray Gell-Mann, John H. Holland y Chris Langton. La historia del Instituto Santa Fe es descrita por M. Mitchell en su libro titulado “Complejidad (Complexity)". De los muchos libros publicados por este Instituto tenemos:
• The Mind, The Brain, and Complex Adaptive Systems, ed. by Harold J. Morowitz, Jerome L. Singer, Santa Fe Institute Studies in the Sciences of Complexity, Addison-Wesley, 1995.
• Introduction to the theory of neural computation, John Hertz, Anders Krogh and Richard Palmer, Santa Fe Institute Studies in the Sciences of Complexity, Addison-Wesley, 1991.
• The Complexity of Cooperation: Agent-Based Models of Competition and Collaboration, Robert Axelrod, Princeton University Press, 1997.
• Emergence: Contemporary Readings in Philosophy and Science, Mark A. Bedau and Paul Humphreys (Eds.), MIT Press, 2007.
• Complexity: Life at the edge of chaos, Roger Lewin, University of Chicago Press, 2000.
• Early Civilizations, Bruce G. Trigger, The American University in Cairo Press, 1993.
• Origins of the modern mind, Merlin Donald, Harvard University Press, 1993.
• The origins of life - from the birth of life to the origins of language, John Maynard Smith and Eörs Szathmáry, Oxford University Press, 1999.
• How Nature works, Per Bak, Springer-Verlag, 1996.
• Complexity and Evolution, Max Pettersson, Cambridge Univ. Press, 1996.
• Generative Social Science: Studies in Agent Based Computational Modeling, Joshua M. Epstein, Princeton University Press, 2007.
• Complex Adaptive Systems: An Introduction to Computational Models of Social Life, John H. Miller & Scott E. Page, Princeton University Press, 2007. 
• M. Waldrop, Complexity: The Emerging Science at the Edge of Order and Chaos, Simon & Schuster, 1992.
• Hidden Order: How Adaptation Builds Complexity, John Holland, Basic Books, 1996.
• Emergence: From Chaos To Order, John H. Holland, Basic Books, 1999.
• Más libros se pueden encontrar en la siguiente lista.

### Artículos
• John H. Holland, Complex Adaptive Systems: A Primer.
• Ecosystems and the Bioshpere as Complex Adaptive Systems, Simon A. Levin, 1998.
• Complex Adaptive Systems: Exploring the known, the unknown and the unknowable, Simon A. Levin, 2002.
• Gaia as a complex adaptive system, Immune Systems and biological systems (Stephanie Forrest).
• Modeling complex adaptive systems with Echo, S. Forrest and T. Jones. In Complex Systems: Mechanism of Adaptation, R.J. Stonier and X.H. Yu (eds.), Amsterdam, The Netherlands: IOS Press, pp. 3-21 (1994).
• Emergent Computation: Self-organizing, collective, and cooperative phenomena in natural and artificial computing networks, Stephanie Forrest, Physica D 42 (1990) 1-11.